# Bangula
Bangula is een plaats in het zuiden van Malawi, en telt ongeveer 5000 inwoners. Bangula ligt circa 100 meter boven zeeniveau.

## Transport
Bangula werd bevoorraad door een treinverbinding richting Mozambique en had een klein station. Dit station werd gesloten toen in 1997 de Chisomo-brug over de Shire rivier instortte.
Een onbemande landingsbaan faciliteert dat kleine vliegtuigen de plaats kunnen bereiken.

## Ziekenhuis
In Bangula is een klein ziekenhuis (een gezondheidscentrum, het Kalemba Community Hospital) met een regionale functie. Dit ziekenhuisje wordt geleid door de Zusters van Onze Lieve Vrouwe.